# Thermoniphas kamitugensis
Thermoniphas kamitugensis är en fjärilsart som beskrevs av Abel Dufrane 1945. Thermoniphas kamitugensis ingår i släktet Thermoniphas och familjen juvelvingar. Inga underarter finns listade i Catalogue of Life.